# Femmina (film 1930)
Femmina (The Bad One) è un film del 1930, prodotto e diretto da George Fitzmaurice. Il soggetto di John Farrow fu adattato per lo schermo da Howard Emmett Rogers e Carey Wilson.

## Trama

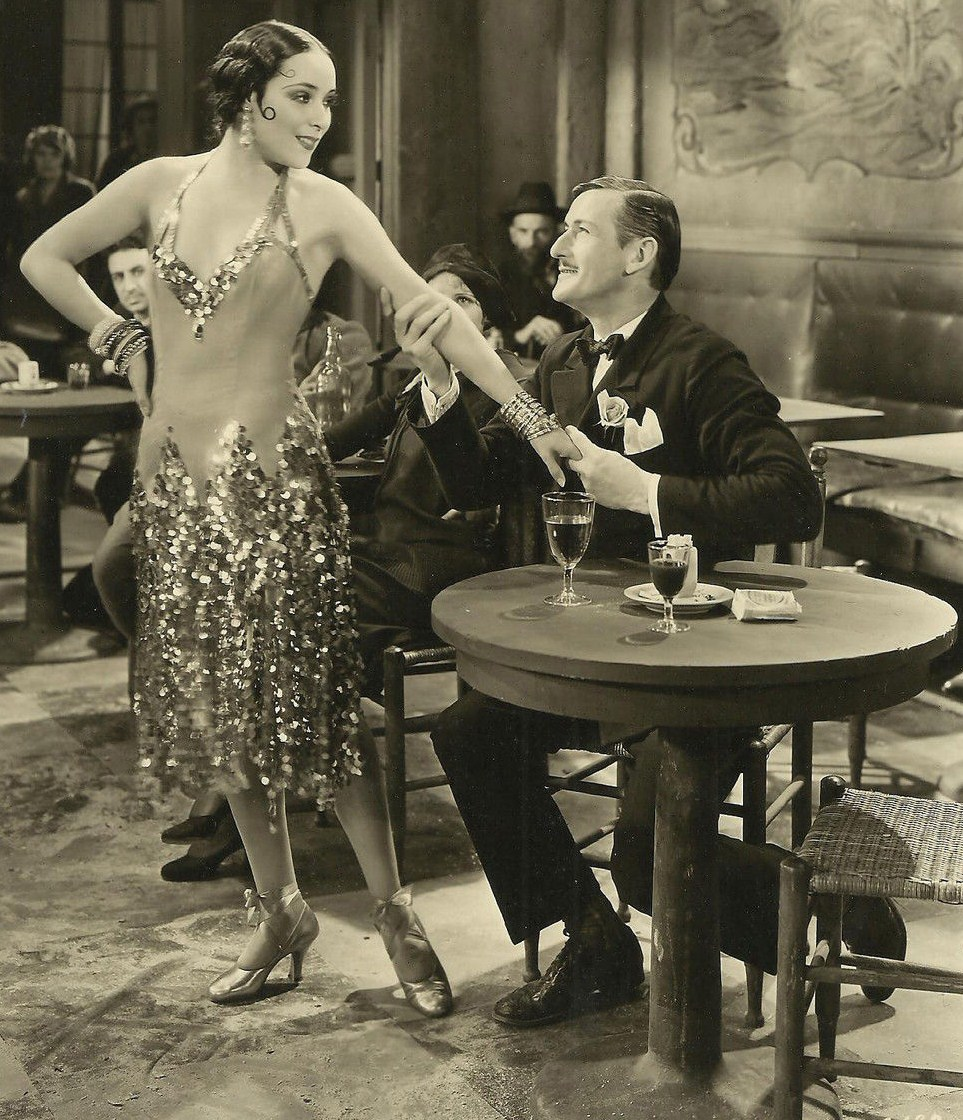
Dolores del Río e Ullrich Haupt

A Marsiglia, l'affascinante Lita, una ballerina spagnola che danza in un café, convince Jerry Flanagan, un marinaio americano, a lasciare la sua nave per restare con lei. Il giorno del loro matrimonio, però, la donna viene reclamata da uno svedese, Olaf Swenson. Jerry, per difendere la moglie, lotta contro lo svedese. Il marinaio batte il rivale, che crolla colpito a morte. Durante il processo, la testimonianza di Lita che racconta come sono andate le cose inchioda Jerry che viene condannato. Quando lei chiede di vederlo, lui rifiuta la visita, convinto di essere stato ingannato. Lei, disperata, decide di cedere a uno dei carcerieri, il brutale Pierre Ferrande, sperando in questo modo di poter vedere l'amato. Madame Durand, la moglie del capo carceriere, si accorge della cosa e ne informa Jerry. Lui manda un messaggio alla moglie, mettendola in guardia e chiedendole di desistere da quella follia. Il biglietto, però, viene intercettato da Pierre. Nel carcere, scoppia una rivolta: Jerry, che ha cercato di sedarla, è ferito dalle guardie. Quando i prigionieri si arrendono, Jerry viene perdonato e può riunirsi finalmente a Lita che lo attende innamorata.

## Produzione
Il film fu prodotto dalla Joseph M. Schenck Productions per Art Cinema Corporation. Il 4 gennaio 1930, l'Exhibitors Herald-World annunciava che il 2 dicembre 1929 erano iniziate le riprese di Sailor's Sweetheart, titolo di lavorazione di The Bad One. Film sonoro, fu girato in mono con sistema MovieTone.

## Distribuzione
Il copyright del film, richiesto da Joseph M. Schenck, fu registrato il 22 maggio 1930 con il numero LP1314. Distribuito dalla United Artists, il film uscì nelle sale statunitensi il 3 maggio 1930. In Italia, distribuito dalla Artisti Associati, ottenne con riserva il 31 dicembre 1930 il visto di censura numero 26210 con la richiesta di "Togliere ogni scena dialogata o comunque parlata in lingua straniera. (dicembre 1930)". In Uruguay, il film uscì il 12 febbraio 1931 in versione originale sottotitolata, ribattezzato La perversa. Sempre nel 1931, fu distribuito anche in Svezia (7 marzo), in Danimarca (23 luglio) e in Finlandia (12 ottobre). Il 17 giugno 1932, fu distribuito nei Paesi Bassi, presentato poi a Rotterdam il 20 ottobre 1933. In Portogallo, uscì l'11 ottobre 1938 con il titolo A Ilha do Terror. Nel 1937, negli Stati Uniti, se ne fece una riedizione uscita in sala attraverso la distribuzione della Art Cinema Associates.